# 造成温泉

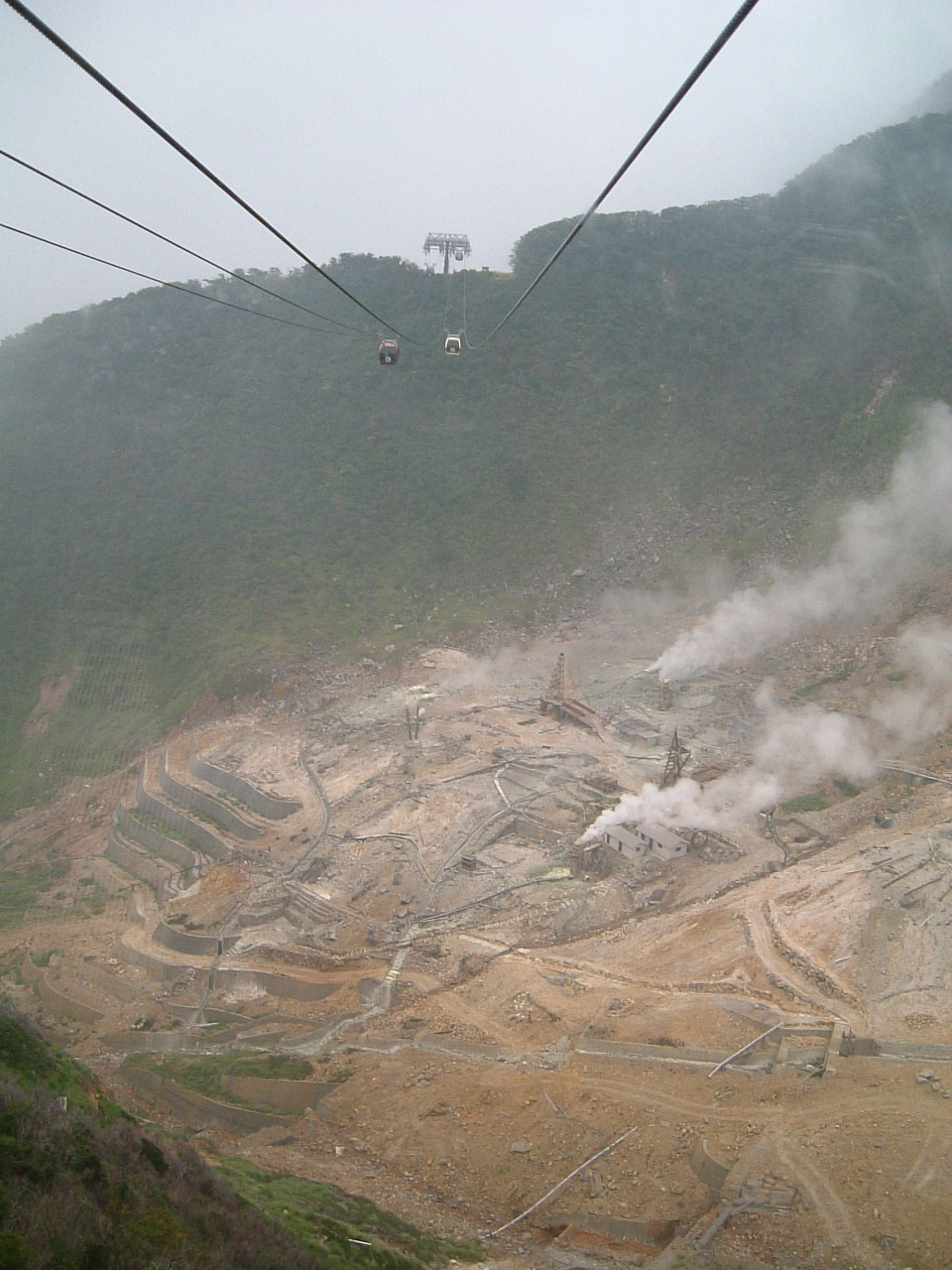
大涌谷の造成温泉施設

造成温泉（ぞうせいおんせん）とは、地中や蒸気に水を通すなどの手法により人工的に作られた湯で、温泉法の基準を満たしているものをいう。主に、高温の火山性ガスが噴出する火山地域で見うけられる温泉の形態である。

## 概要
- 高いリスクや費用が掛かる深いボーリングを穿たなくとも、湯畑や簡易な装置の設置により良質な源泉を得られるメリットがある。
- 以前は、人造温泉と言うイメージが強く、低い評価しか得られなかったが、近年流行している掛け流しの温泉に必要な大量の湯を調達できることもあり見直されつつある。実際にも水を自然に地下水として得ているか、人工的に得ているかの違いで、出来上がった温泉水は極めて良好な泉質である。
- 山水を利用している場合は、良好な泉質の温泉水を得ることができるが、山水を大量に得ることが出来ない場所では上水道を利用することがあり、その場合は上水道に含まれる塩素が泉質に影響する。
- 浅いボーリングにより源泉を得ている温泉地（火山地帯）では、地表から水を注入して湯量を大幅に増やす、いわば半造成温泉も存在する。
- 箱根の大涌谷温泉などでは、以前より箱根温泉供給株式会社などが造成温泉を製造し、地域の温泉旅館等に給湯している。